# Scythia (korporacja akademicka)
P.K!A. Scythia – polska korporacja akademicka założona we Lwowie w 1924 r.
W czasie V Zjazdu Ogólnokorporacyjnego, który miał miejsce w Warszawie w dniach 7-11 maja 1925 r. została przyjęta do Związku Polskich Korporacji Akademickich na członka rzeczywistego, z datą starszeństwa przypadającą na 25 października 1924 r. Kandydowała do Związku Polskich Korporacji Akademickich przy P.K!A. Lutyco-Venedya. Istotnym celem jej pracy była ochrona polskości na kresach wschodnich Rzeczypospolitej.
Barwy: czarna – złota – błękitna.
Dewiza: Jeden za wszystkich – wszyscy za jednego.
Dekiel: czarny ze złotym haftem i złoto-błękitnym otokiem.

## Filistrzy rzeczywiści
- Aleksander Bader
- prof. Jerzy Grzymek
- Tadeusz Kuchar